# Кохоев, Артур Павлович
Кохоев Артур Павлович (род. 1 июня 1982 года; г. Горно-Алтайск, Алтайский край, СССР) — российский политический деятель, экономист. Сенатор Российской Федерации — представитель от законодательной власти Республики Алтай с 26 сентября 2024 года. Вошёл в состав Комитета Совета Федерации по конституционному законодательству и государственному строительству.

## Биография
Окончил Новосибирскую государственную академию экономики и управления по специальности «финансы и кредит» в 2004 году. Затем повысил квалификацию по программе евроменеджмента в Российской академии народного хозяйства и государственной службы.
В 2005 году был назначен на должность экономиста управделами правительства Республики Алтай. Позже — переведён на пост ведущего специалиста в отдел бухгалтерского учёта и отчётности финансово-хозяйственного управления . В 2007 году становится помощником первого зампреда правительства Республики Алтай Юрия Антарадонова.
В 2010 году — назначен на пост республиканского замминистра труда, социального развития и занятости. В марте 2017 года был представлен в качестве и. о. зампреда Правительства Республики, руководителя Единого аппарата Главы и Правительства Республики.
В 2019 году — избран депутатом республиканского Госсобрания-Эл Курултай, где возглавил комитет по экономической, финансовой и налоговой политике.
4 марта 2021 года на очередной сессии Государственного собрания РА, его кандидатуру, выдвинутую партией «Единая Россия» на пост спикера республиканского парламента, поддержали 33 из 40 присутствующих депутатов. Четверо высказались против. Три бюллетеня были признаны недействительными.
26 сентября 2024 года наделён полномочиями Сенатор Российской Федерации от  Государственного собрания Республики Алтай. 9 октября 2024 вошёл в члены Комитета Совета Федерации по конституционному законодательству и государственному строительству.